# Stomoxys nigra
Stomoxys nigra är en tvåvingeart som beskrevs av Macquart 1851. Stomoxys nigra ingår i släktet Stomoxys och familjen husflugor. Inga underarter finns listade i Catalogue of Life.